# HP-19C/-29C

## HP-19C と HP-29C

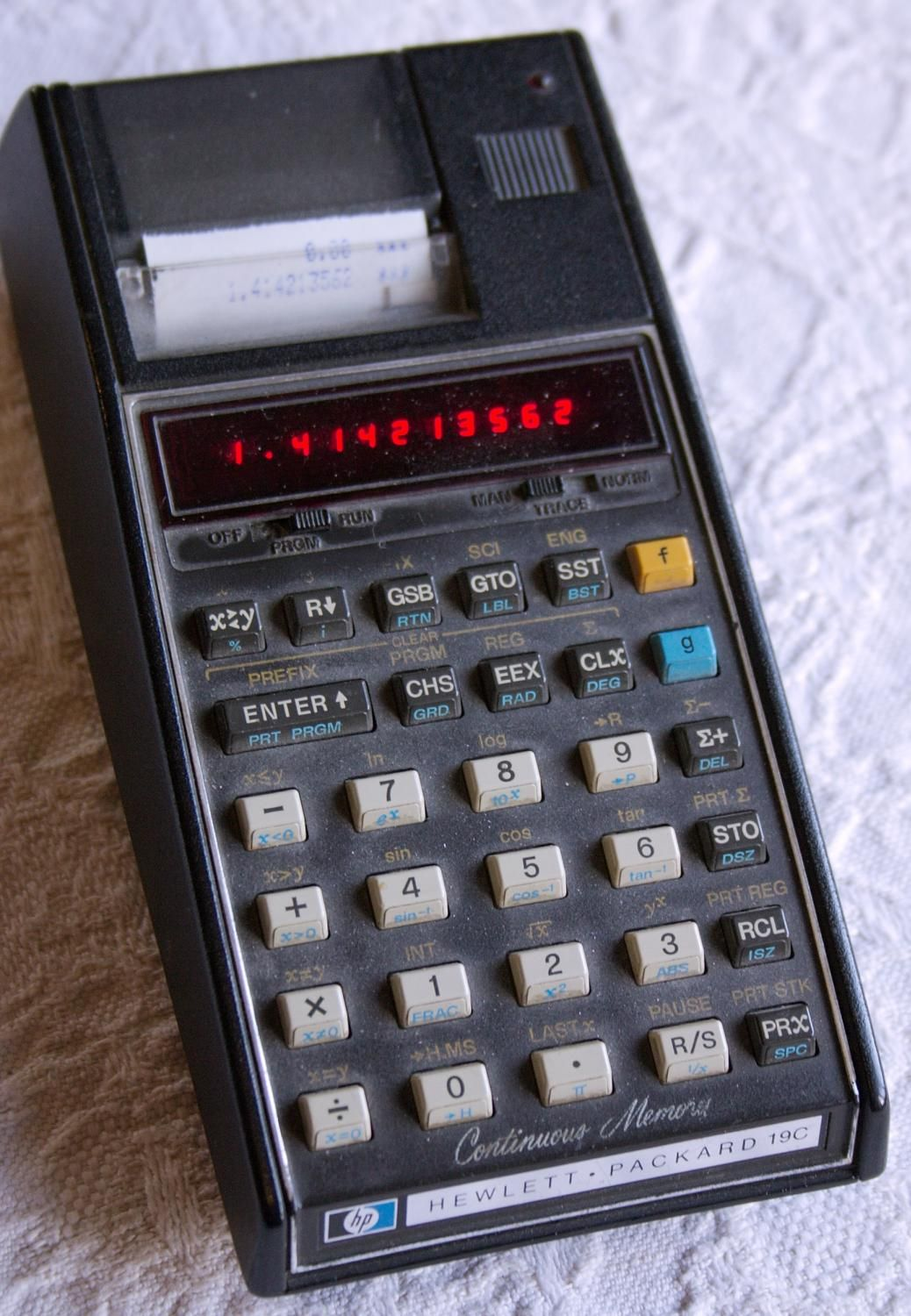
HP-19C

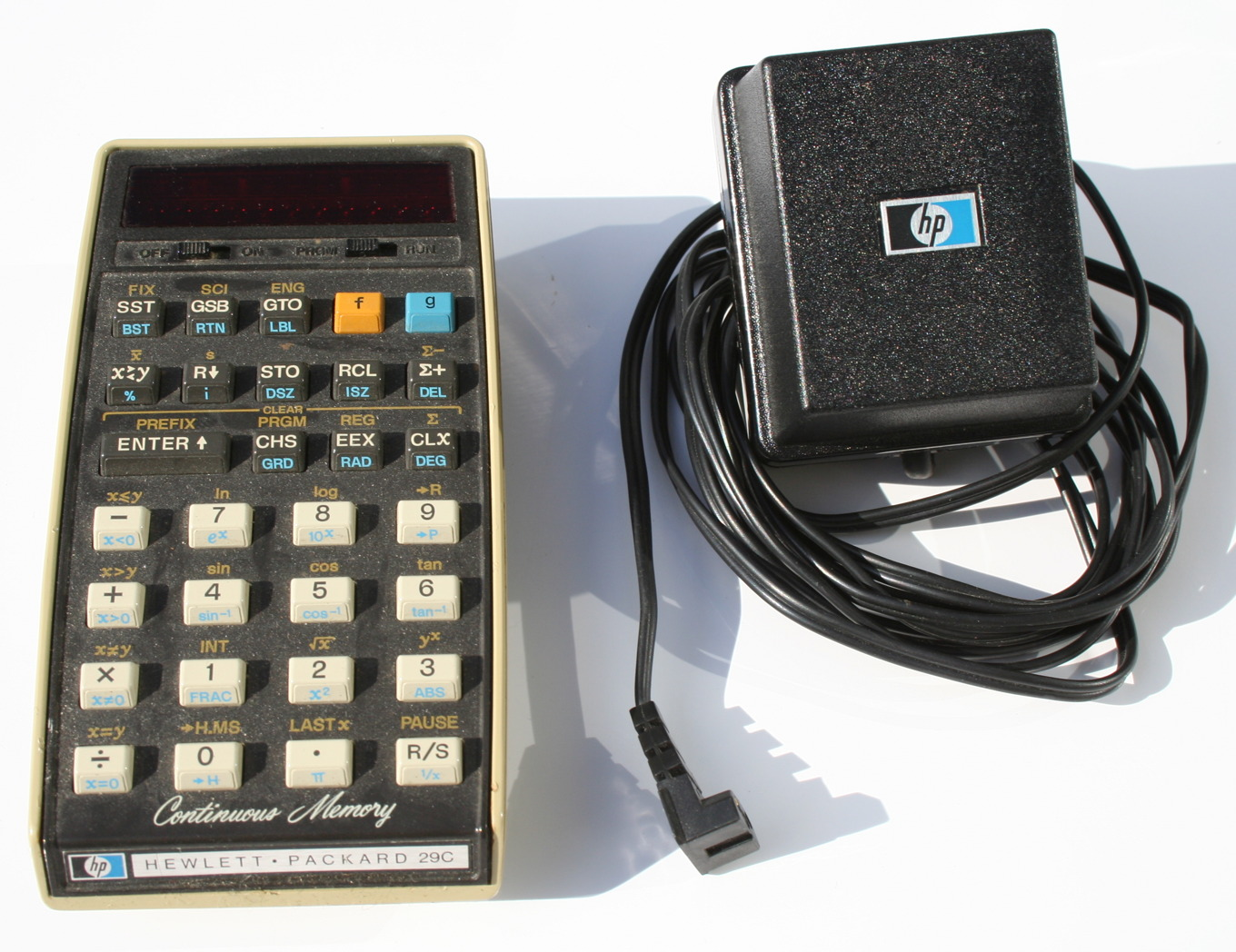
HP-29C と ACアダプタ（兼バッテリー充電器）

HP-19C と HP-29C は、1977年から1979年までの間にヒューレット・パッカードによって製造された科学/工学向けポケット電卓（関数電卓）であった。これらの電卓は、"20"ファミリーの最も進化した最終モデルであった（HP-25との比較）。そして、標準機能として Continuous memory （バッテリーで維持される CMOS メモリ）を搭載していた。
HP-19C は、小型のサーマルプリンターを搭載しており、このような機能を提供する非常に珍しい携帯型関数電卓であった（HP-91、HP-92、HP-97 は卓上用の大きさであり、HP-41C のような後のモデルは外部プリンターだけに対応していた）。プリンターの電力が要求されたため、19C は4本の単三ニッケル・カドミウム蓄電池が一つにまとまったバッテリーパックを使用していた。そのため、電卓とプリンター機構の重量は増大した。
プリンター以外の全ての機能は両モデルで同一であった。すなわち、逆ポーランド記法（RPN）計算ロジック、98ステップのプログラムメモリー、統計機能、そして30のレジスターは同一であった。
ユーザーは素数生成のような HP-19C/29C のためのソフトウェアを開発できた。これらの電卓は、サブルーチン、インクリメント/デクリメントループ、相対分岐、そして間接アドレッシング（インデックスとしてレジスタ0を使用）を追加することによって、HP-25 のプログラム能力を拡張した。
29C の HP の内部コード名は、ボニー（Bonnie）であった。19C はそれに対応してクライド（Clyde）であった。
HP-19C と HP-29C は、それぞれ $345 と $195 で販売された。

## シミュレーターとエミュレーター
- HP-29C simulator for Windows
- HP-19C and HP-29C emulators for Windows